# Founders Fund
Founders Fund – amerykański fundusz venture capital założony w 2005 roku z siedzibą w San Francisco. Łączna wartość aktyw zarządzanych przez fundusz w 2023 wyniosły około 12 mld USD. Founders Fund był pierwszym instytucjonalnym inwestorem w Space Exploration Technologies (SpaceX) i Palantir Technologies oraz jednym z pierwszych inwestorów w Facebooka. Partnerami firmy byli założyciele, pierwsi pracownicy i inwestorzy w takich firmach jak PayPal, Palantir Technologies, Anduril Industries i SpaceX.
Inwestycje firmy obejmują Airbnb, Anduril, DeepMind, Lyft, Facebook, Flexport, Palantir Technologies, SpaceX, Spotify, Stripe, Wish, Neuralink, Nubank i Twilio.
Firmę założyli Peter Thiel, Ken Howery i Łukasz Nosek na początku 2005 roku, a w styczniu tego samego roku pozyskała pierwszy fundusz w wysokości 50 milionów dolarów od indywidualnych przedsiębiorców i aniołów biznesu. Sean Parker, współzałożyciel Napstera i były prezes Facebooka, dołączył w 2006 roku.